# Haus Dudenroth
Haus Dudenroth war ein ehemaliges Rittergut in Holzwickede.

## Lage
Haus Dudenroth lag am Oberlauf der Emscher südlich des alten Dorfes Holzwickede, in der Nähe der heutigen Einmündung der Opherdicker Straße in die Hauptstraße.
Die Lage vom inzwischen abgerissenen Gutshof darf nicht mit den denkmalgeschützten Wohnhäusern der Adresse „Hof Dudenroth“ verwechselt werden, die südlich der Opherdicker Straße liegen. Das Haus Dudenroth gab einem ganzen Ortsteil seinen Namen.

## Geschichte
Die ursprüngliche Anlage wurde um 1000 zunächst als Flieburg gebaut.
Die älteste urkundliche Erwähnung einer Familie Dudenrode datiert aus dem Jahr 1296.
In der Mitte des 15. Jahrhunderts geht das Gut Dudenroth an die Familie Hövel zu Sölde über. 1839 verkaufte Freiherr von Hövel seine Besitzungen in Sölde und vermutlich zu dieser Zeit auch Haus Dudenroth.
Im Jahr 1840 erwirbt Kommerzienrat Carl Dietrich Ebbinghaus aus Iserlohn das Gut. Er lässt die
alten Burggebäude abreißen und errichtet neue Gutsgebäude südöstlich der alten Gräfte.
1857 wird „Karl Ebbinghaus“ als landtagsberechtigter Besitzer aufgeführt.
Schon 1897 wurde Haus Dudenroth wegen auftretender Bergschäden an die Holzwickeder Bergbaugesellschaft Caroline verkauft.
1968 kaufte die Gemeinde Holzwickede die Gutsgebäude, um sie 1976 abzureißen.
Heute erinnern nur noch zwei Pfosten am ehemaligen Garteneingang im Süden nebst Infotafel und einige erhaltene historische Bäume in einer Ecke des Holzwickeder Festplatzes an das ehemals imposante Gut. In der Holzwickeder Heimatstube ist eine der beiden Bänke vom Hauseingang ausgestellt.
Bis in die 1970er-Jahre fand dort regelmäßig am ersten Juliwochenende das Bürgerschützenfest des BSV Holzwickede 1865 statt.

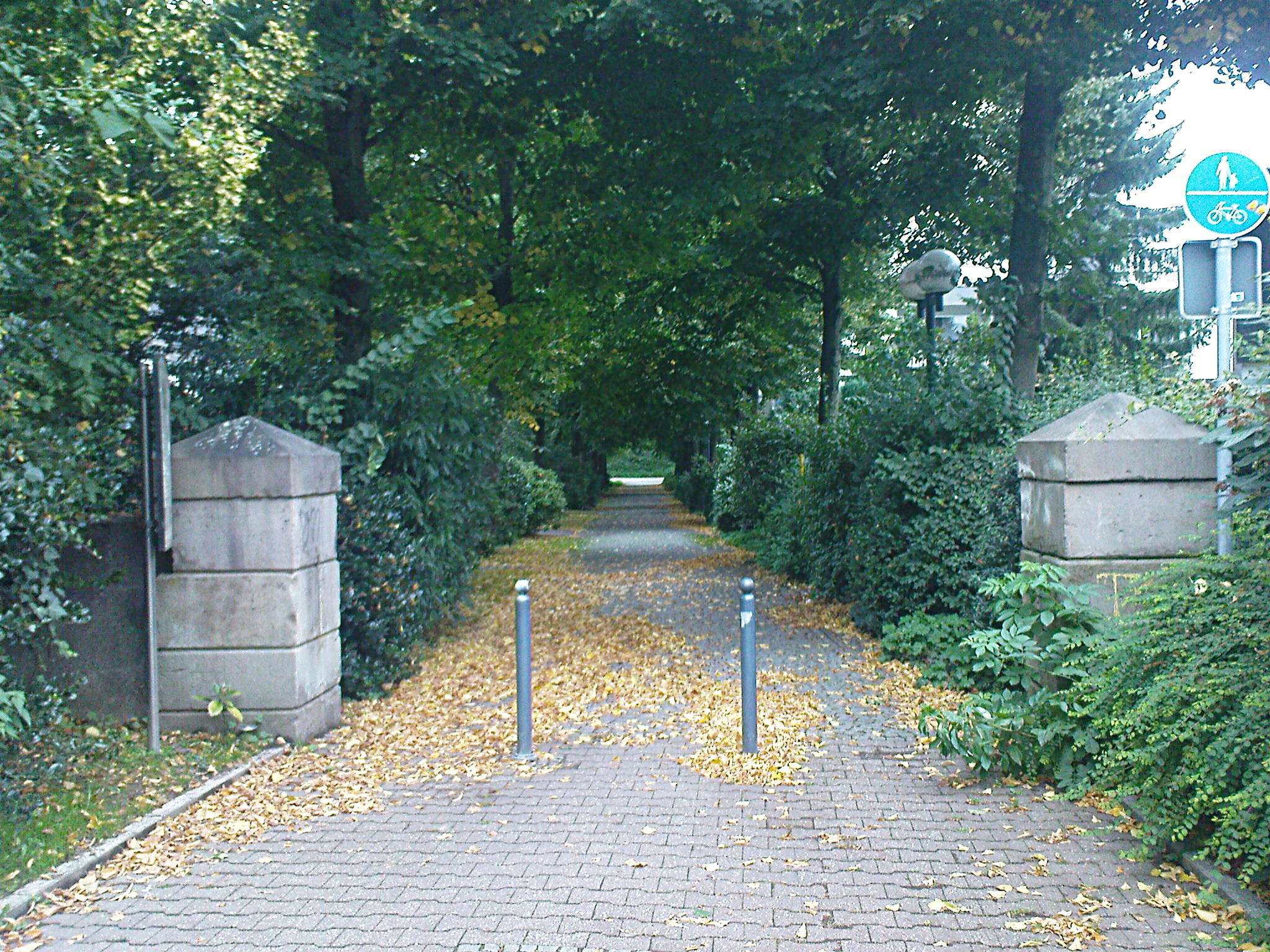
Südportal mit neuer Allee
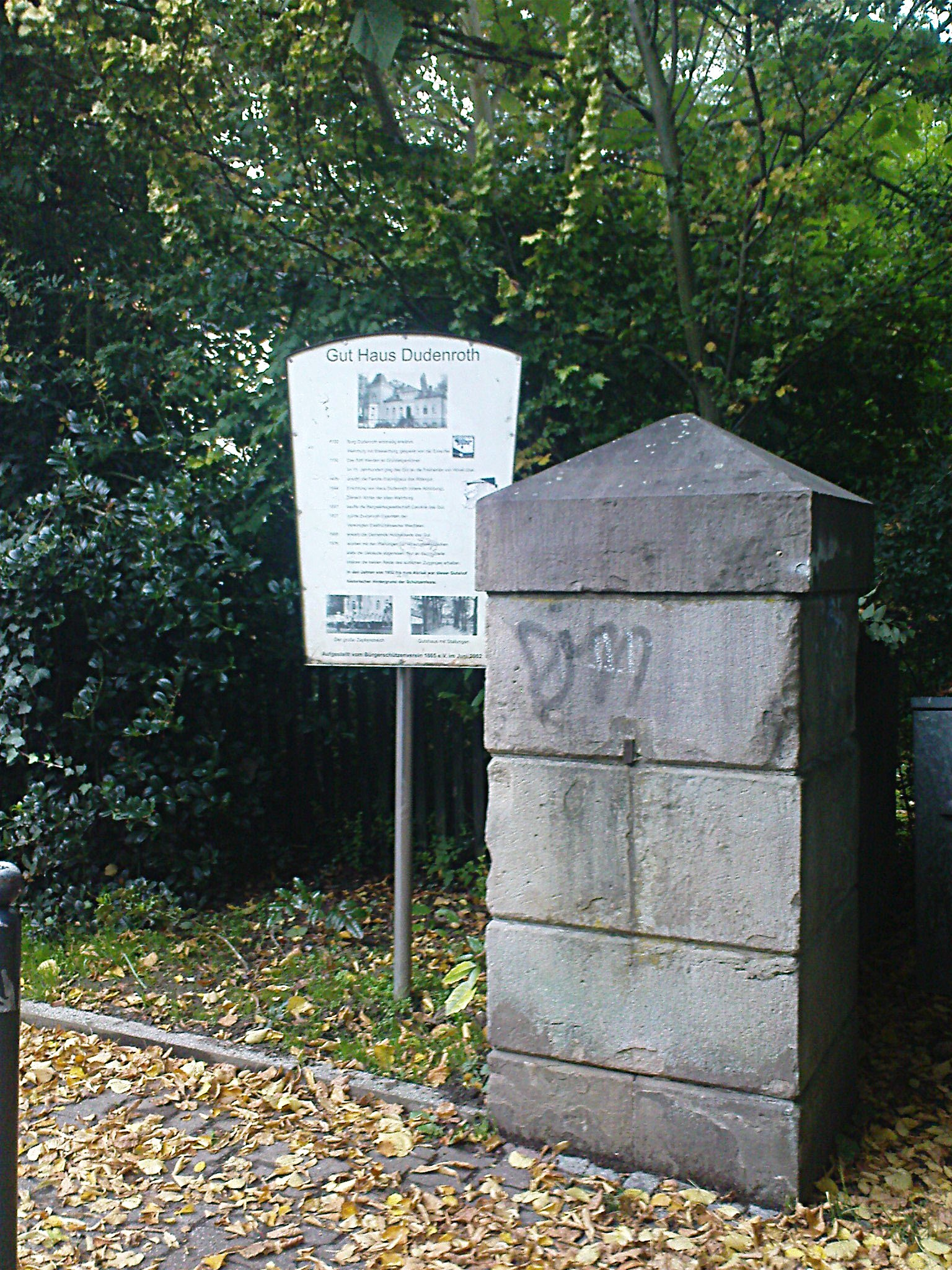
Hier ist eine Informationstafel
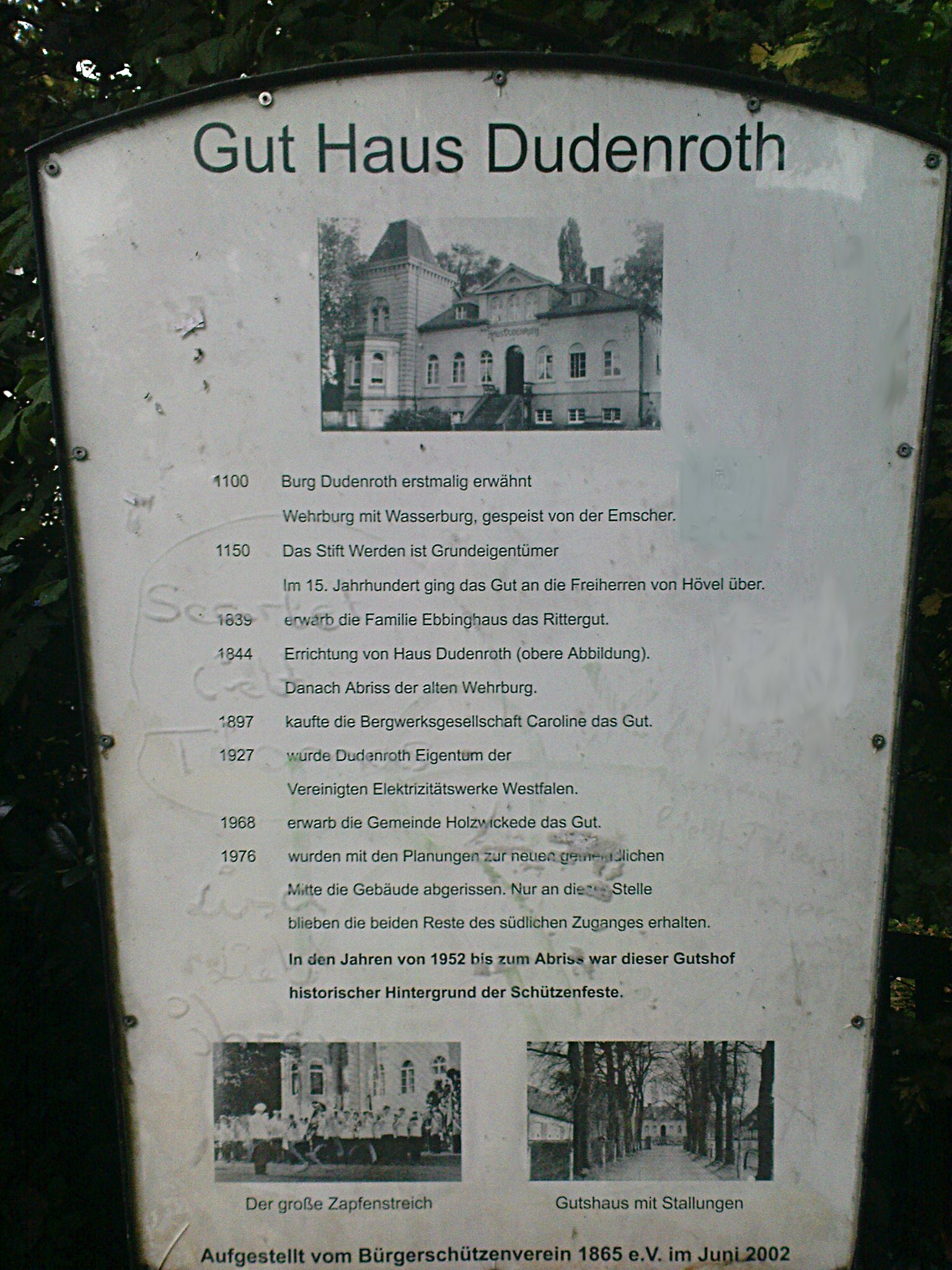
Informationstafel